# Nektofor

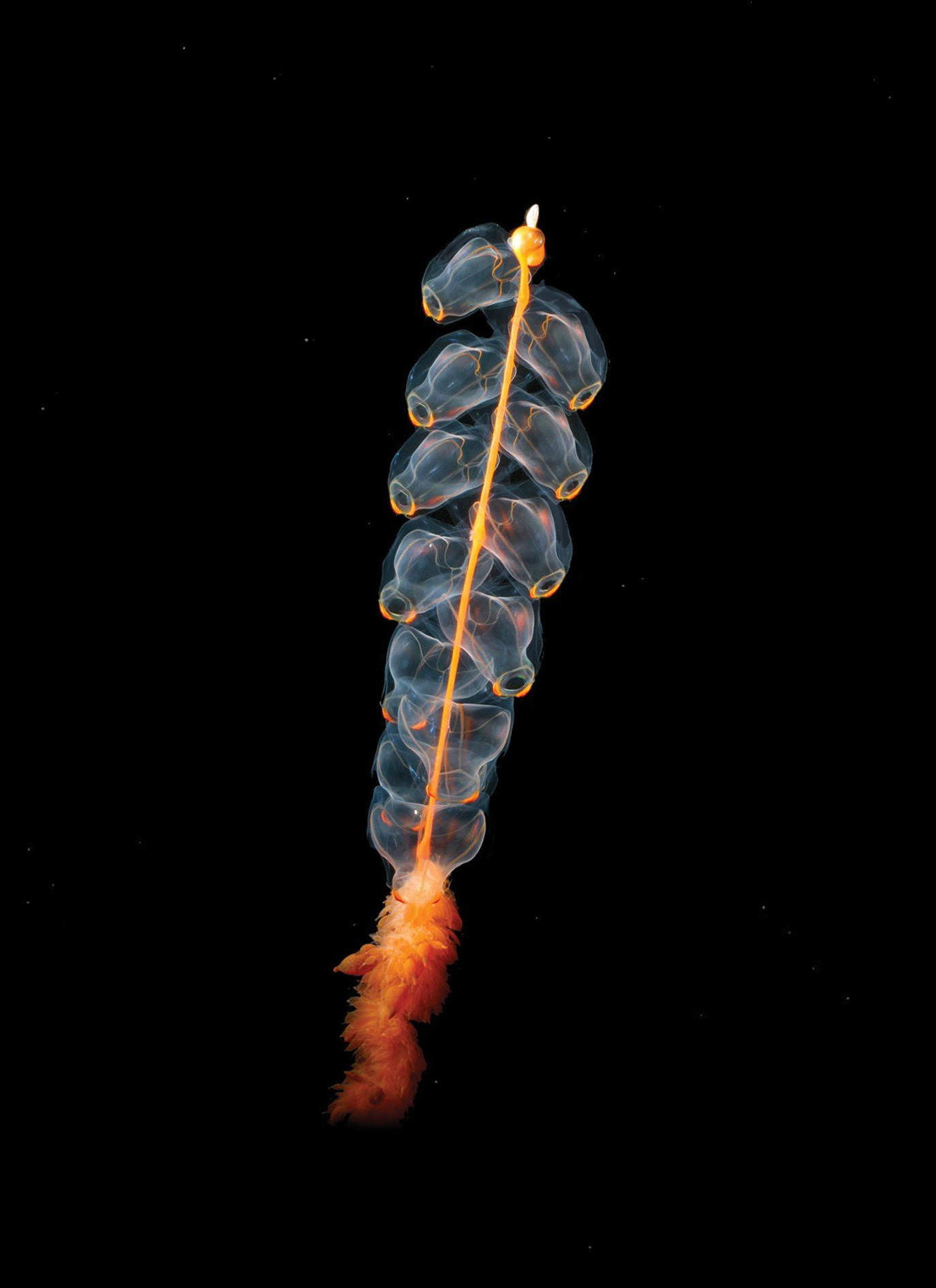
Marrus orthocanna z licznymi nektoforami wyrastającymi ze wspólnego pnia hydrosomu

Nektofor, dzwon pławny, dzwon pływny (łac. nectophorus, nectocalyx) – narząd ruchu kolonijnych stułbiopławów z rzędu rurkopławów. Stanowi zmodyfikowaną hydromeduzę, zwaną nektozooidem. Ma ona zachowany żagielek i kanały jamy chłonąco-trawiącej, ale pozbawiona jest otworu gębowego, czułków i trzonka. Podstawową ich funkcją jest wprawianie kolonii w ruch – skurcz ich mięśni powoduje wyrzut wody (napęd odrzutowy).

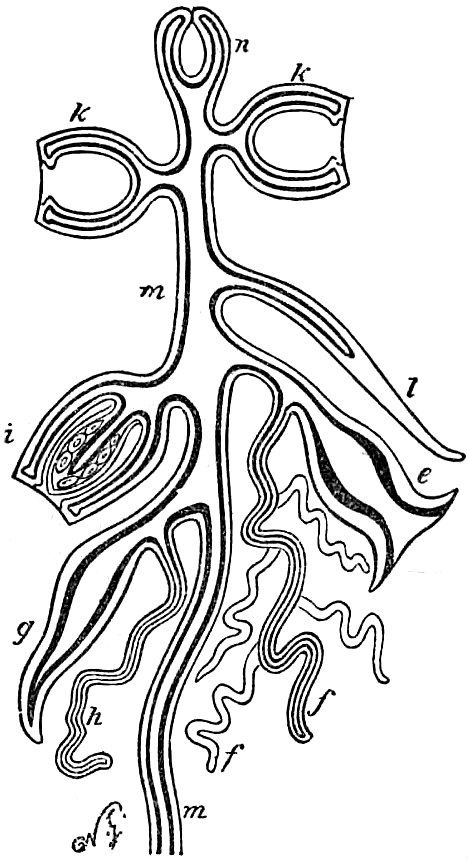
Zmodyfikowane meduzy i polipy (hydromeduzoidy i hydropolipoidy) w kolonijnym rurkopławie. p: pneumatofor, k: nektofory, m: hydrosom (pień kolonii, syfon), l: okrywa (hydrophyllium), e: gastrozoid, f: czułki (tentilla) gastrozoidu, g: daktylozoid, h: tentakula daktylozoidu

Nektofory występują u większości przedstawicieli podrzędów Physonectae i Calycophorae oraz u nielicznych przedstawicieli podrzędu Cystonectae. Osadzone są na części kolonii zwanej nektosomem, będącej odcinkiem hydrosomu. Wyposażone są w liczne komórki nabłonkowo-mięśniowe, tworzące umięśnienie odpowiedzialne za ruchy odrzutowe. Nektofory zwykle mają kształt dzwonu, ale mogą też ulegać  wyspecjalizowanym przekształceniom (zwłaszcza u Calycophorae), a przybierane przez nie kształty Czesław Jura określa mianem „fantastycznych”. Narządem homologicznym jamy subumbrellarnej typowych meduz jest w nektoforze, odpowiedzialny za napęd odrzutowy, nektosak. Woda wyrzucana jest zeń przez otwór zwany ostium, który może być otoczony ząbkami. Nektofory opierać się mogą na pniu nektosomy za pomocą „bloczków oporowych” (ang. thrust blocks) oraz owijać wokół niego i zazębiać ze sobą przy użyciu skrzydełek wierzchołkowych (ang. apical wings) lub wyrostków wierzchołkowo-bocznych. U gatunków pozbawionych pneumatoforu szczytowy nektofor zawierać może zbiorniczek z olejem, zwany oleocystą.

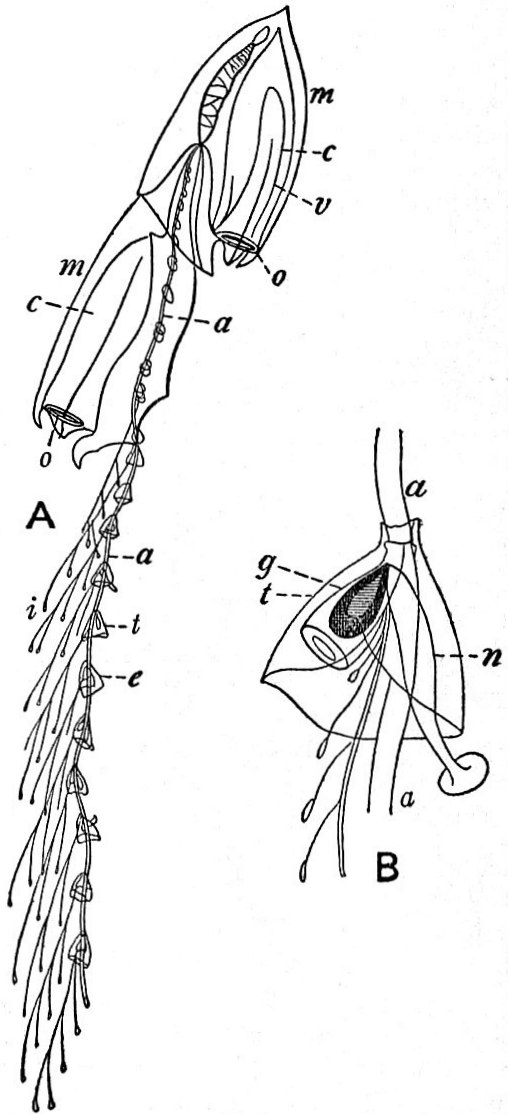
Diphyes campanulata. A: morfologia ogólna, B: morfologia kormidium. a: hydrosom, m: nektofory przedni i tylny, c: nektosak, v: kanały radialne nektoforu, o: ostium nektoforu, t: okrywa, n: syfon, g: gonofor, i: czułek

Jednym z częściej występujących typów nektoforu jest prosta, zaokrąglona forma. W tym przypadku nektofor objętościowo obfituje w zapewniającą wyporność mezogleę, ale jednocześnie ma nektosak, w związku z czym zwierzę porusza się wolno. Stadium poligastryczne ma takich nektoforów, zależnie od gatunku, od jednego do ponad piętnastu, przy czym są one zbliżone budową. Na spodzie nektoforu występuje rynienkowate hydroecjum, w którym zaczepia się pień syfosomu. Pień może w nie częściowo lub całkowicie wciągać, co służy ochronie jego strefy pączkowania jak i zmianie kształtu zwierzęcia w czasie ruchu na bardziej opływowy. Wzdłuż hydroecjum po jego stronie grzbietowej biegnie stomatocysta. U larwalnych nektoforów ma ona postać rurki połączonej z kanałem radialnym nektosaku za pośrednictwem kanału pallialnego, natomiast u form pełniej wykształconych wytwarza odgałęzienie zstępujące, sięgające poza kanał pallialny, a niekiedy też wchodzące w mezogleę nektoforu odgałęzienie wstępujące o woreczkowatym lub porozgałęzianym zakończeniu.
Inaczej ma się sytuacja u aktywnie i szybko pływających przedstawicieli Calycophorae. W tym przypadku wyróżnia się położony wierzchołkowo nektofor przedni (centralny, łac. nectophorus anterior). Oprócz niego występować może nektofor tylny (łac. nectophorus posterior), natomiast więcej niż dwa nektofory spotyka się rzadko.
Rurkopławy należą do zwierząt wyjątkowo delikatnych i często nektofor jest jedynym narządem dającym się dokładniej przebadać. Z tego względu odgrywają one istotną rolę w oznaczaniu ich taksonów. Pod uwagę bierze się np. układ żeberek bocznych (ang. lateral ridges), obecność lub brak żeberka żagielkowego (ang. velar ridge), przebieg kanałów radialnych w nektosaku, kształt skrzydełek wierzchołkowych lub wyrostków wierzchołkowo-bocznych, ząbkowanie ostium nektosaku, wymiary względne bloczków oporowych, kształt blaszki nasadowej (łac. lamella basalis), kształt płytki oralnej (ang. mouth plate) i kąt, pod jakim ustawiona jest powierzchnia jej podstawy do głównej osi nektoforu.